# Jan Szczepański
Pour les articles homonymes, voir Szczepański.
Jan Antoni Szczepański est un boxeur polonais, né le 20 novembre 1939 à Małecz et mort le 15 janvier 2017.

## Carrière
Il devient champion olympique des poids légers aux Jeux de Munich en 1972 après sa victoire en finale contre le Hongrois László Orbán.

## Parcours auxJeux olympiques
Jeux olympiques d'été de 1972 à Munich (poids légers) :
- bat Kasamiro Marchlo (Soudan) aux points 5 à 0 ;
- bat James Busceme (États-Unis) aux points 5 à 0 ;
- bat Charlie Nash (Irlande) par arrêt de l'arbitre au 3e round ;
- bat Samuel Mbugua (Kenya) par forfait ;
- bat László Orbán (Hongrie) aux points 5 à 0.